# Poplar Bluff
Poplar Bluff est une ville de l'État du Missouri, aux États-Unis. Elle est le siège du comté de Butler.

## Démographie
Poplar Bluff était peuplée, lors du recensement de 2010, de 17 023 habitants.